# Istres Ouest Provence Volley-Ball 2015-2016
Questa voce raccoglie le informazioni riguardanti il Istres Ouest Provence Volley-Ball nelle competizioni ufficiali della stagione 2015-2016.

## Organigramma societario
Area direttiva
- Presidente: Gilbert Louis
- Vicepresidente: Lucien Feltrin, Jean-Marc Rodríguez
- Segreteria generale: Maud Villard, Chantal David
- Consigliere: Monique Traniello, Gilberto Mastrodicasa, Valèrie Louis, Pierre Embry, Alain Traniello, Robert Richier, Marc Marchand, Fabrice Seguir

Area organizzativa
- Tesoriere: Michel Levasseur, Franck Boutron
- Team manager: Gilberto Mastrodicasa

Area tecnica
- Allenatore: Jean-Pierre Staelens
- Scout man: Sebastien Devaud

Area comunicazione
- Responsabile comunicazione: Maud Villard

Area marketing
- Responsabile marketing: Maud Villard

Area sanitaria
- Preparatore atletico: Cécile Rochereux

## Rosa
| N° | Nome                | Ruolo | Data di nascita  | Nazionalità sportiva |
| -- | ------------------- | ----- | ---------------- | -------------------- |
| 1  | Aléxia Joffrin      | S     | 26 ottobre 1994  | Francia              |
| 2  | Tiphaine Sevin      | P     | 24 giugno 1993   | Francia              |
| 3  | Sarah Mantion       | C     | 26 ottobre 1995  | Francia              |
| 4  | Kathleen Luft       | S     | 5 ottobre 1990   | Stati Uniti          |
| 5  | Julieta Lazcano     | C     | 25 luglio 1989   | Italia               |
| 6  | Odette Ndoye        | S     | 25 agosto 1992   | Francia              |
| 7  | Nicolette Serratore | S     | 11 aprile 1993   | Canada               |
| 8  | Yuranny Romaña      | S/O   | 4 ottobre 1989   | Colombia             |
| 9  | Chloé Domenichini   | P     | 10 gennaio 1997  | Francia              |
| 11 | Bianca Gommans      | S     | 28 marzo 1988    | Paesi Bassi          |
| 12 | Silvana Dascalu     | C     | 14 maggio 1994   | Francia              |
| 13 | Moerani Maire       | P     | 28 marzo 1997    | Francia              |
| 14 | Coralie Bourdon     | S     | 3 luglio 1996    | Francia              |
| 15 | Laura Urios         | S     | 15 febbraio 1997 | Francia              |
| 16 | Kassandra Vivien    | S     | 23 dicembre 1997 | Francia              |
| 17 | Inès Teugasiale     | C     | 18 agosto 1996   | Francia              |
| 18 | Evelyn Lourenco     | L     | 6 febbraio 1981  | Brasile              |
| 20 | Clémence Rouchon    | L     | 17 maggio 1997   | Francia              |